# Меліскерке
Меліскерке (нід. Meliskerke) — село в нідерландській провінції Зеландія. Входить до муніципалітету Вере.
Його площа становить 8,08 км², а населення станом на 2021 рік складало 1 470 осіб.
Перша згадка про населений пункт датується 1235 роком.
До 1966 року мало статус окремого муніципалітету.

## Галерея

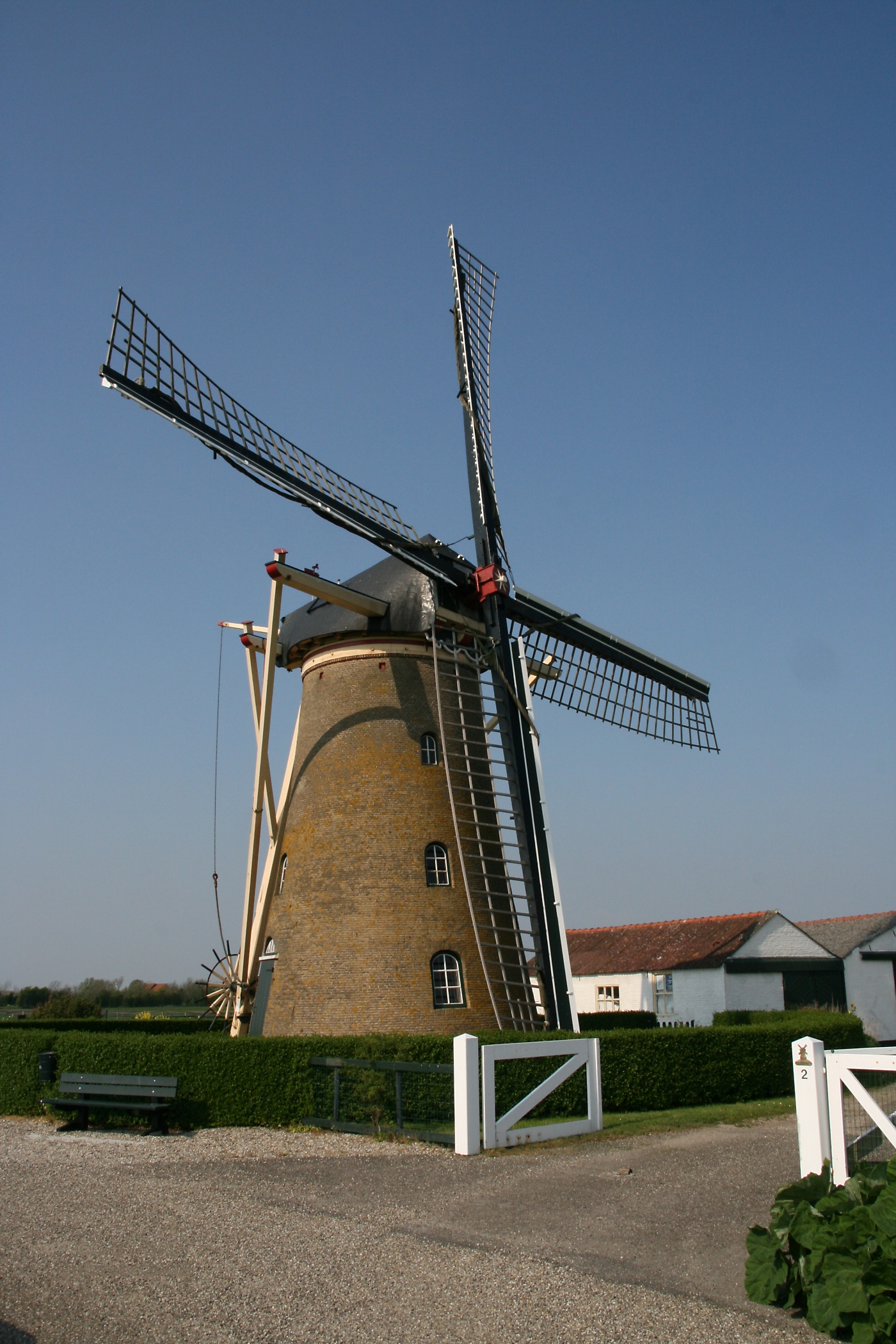
Вітряк Meliskerke Molen
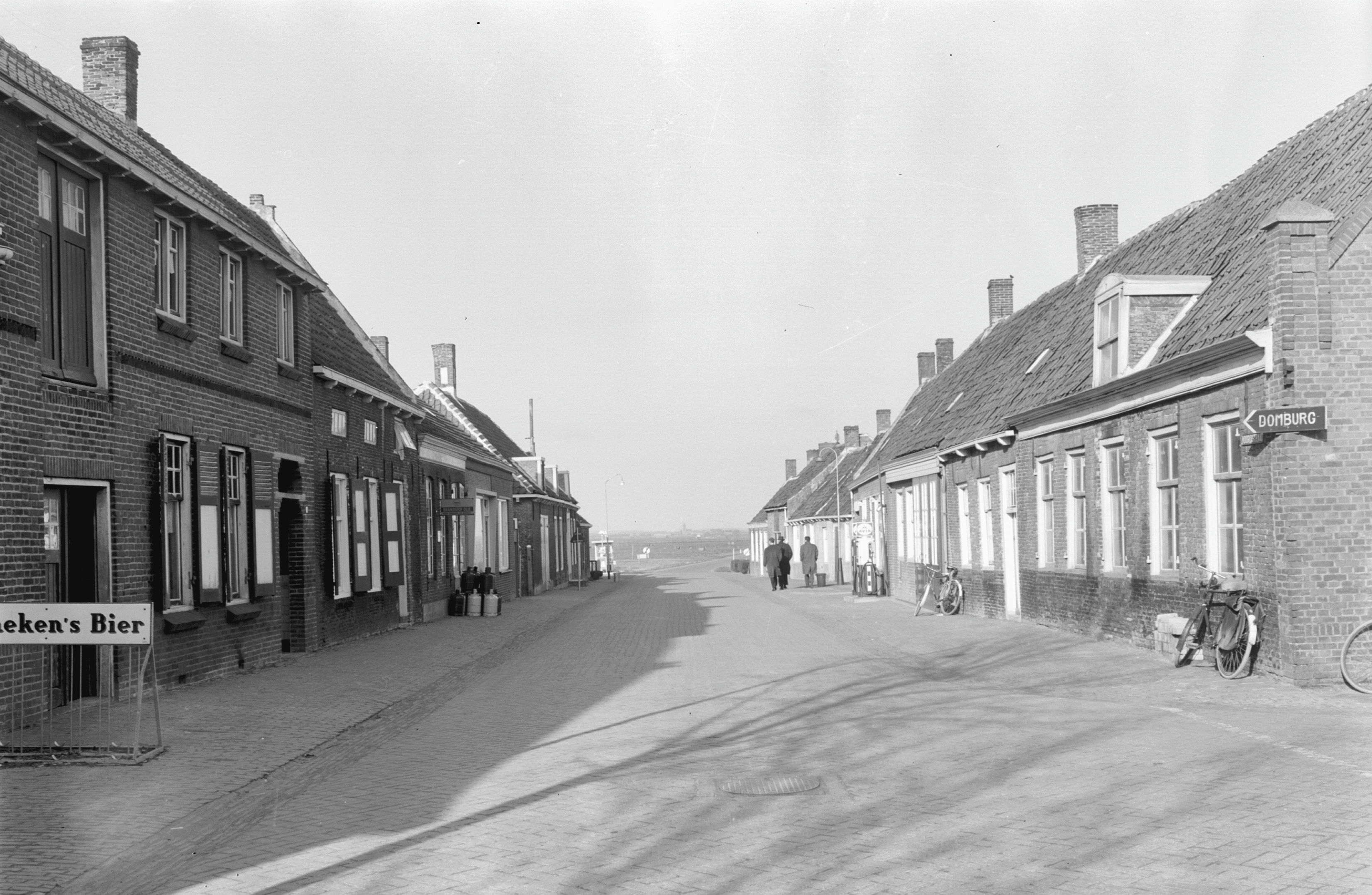
Вулична панорама (1964)
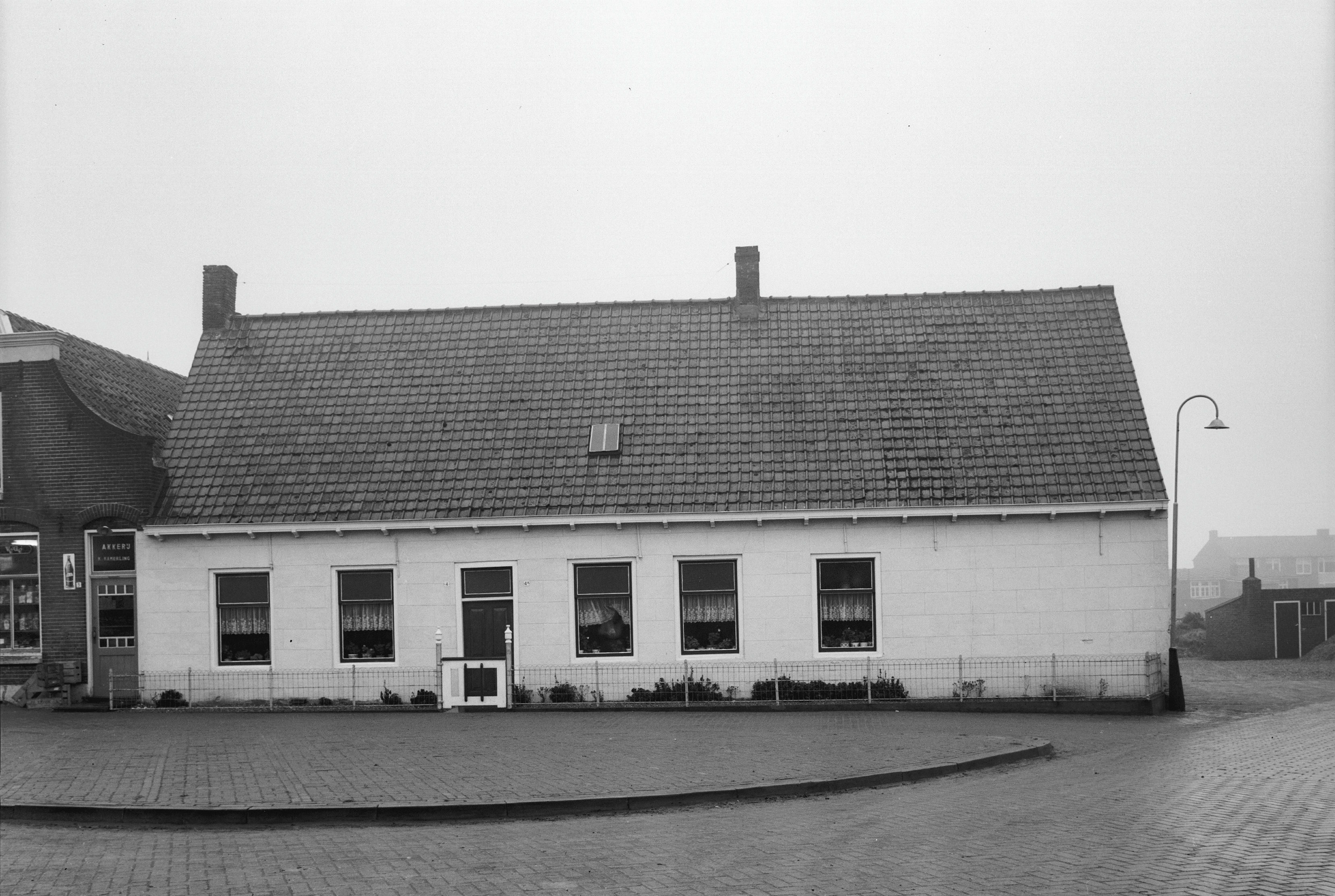
Сільський будинок